# Iñaki Lafuente
Iñaki Lafuente Sancha (Barakaldo, 24 gennaio 1976) è un allenatore di calcio ed ex calciatore spagnolo, di ruolo portiere, preparatore portieri del Baskonia.

## Carriera

### Club
Si è formato nelle giovanili dell'Athletic Club fino al 1995, anno in cui si trasferisce in prestito per un anno al Sestao. Tornato in Biscaglia l'anno successivo, parte nuovamente in prestito nel 1998, questa volta destinazione Elche. Anche qui rimane un anno per tornare nella formazione B dell'Athletic. Qui rimane poco, infatti il 10 novembre 1999 esordisce con la prima squadra nella Coppa del Re, mentre l'esordio in campionato avviene dopo due mesi, il 16 gennaio 2000.
Dopo otto anni di permanenza con i rojiblancos, viene ceduto in prestito all'Espanyol nell'ambito dell'operazione di acquisto del portiere Gorka Iraizoz.
Nell'estate del 2008 ritorna all'Athletic Bilbao, dove tuttavia non disputa neppure una partita, venendo ceduto a gennaio allo Sporting Gijon. L'anno successivo passa al Numancia, con cui termina la carriera dopo un biennio in Segunda Division.

### Nazionale
Non è mai stato convocato dalla nazionale spagnola, ma ha giocato due incontri amichevoli con la maglia dell'Euskal Selekzioa, la rappresentativa formata da soli giocatori baschi.

### Allenatore
Terminata la carriera da giocatore, intraprende quella da allenatore, seguendo la preparazione dei portieri all'Eibar.